# Thiago Neves Augusto
Thiago Neves Augusto (Curitiba, Brasil, 27 de febrer de 1985) és un futbolista brasiler. Va disputar 7 partits amb la selecció del Brasil.